# Daniel Montes de Oca (Fußballspieler)
Daniel Montes de Oca (* 3. Januar 1952 in Mexiko-Stadt) ist ein ehemaliger mexikanischer Fußballspieler auf der Position eines Verteidigers.

## Laufbahn
Seinen ersten Profivertrag erhielt Montes de Oca 1970 beim Club Necaxa. Als dieser Verein 1971 von einem spanischen Konsortium erworben und in Atlético Español umbenannt wurde, wechselte Montes de Oca zum Stadtrivalen Atlante, bei dem er zunächst bis 1975 und danach erneut von 1979 bis 1985 spielte. In den dazwischen liegenden vier Jahren war er für den Club Universidad de Guadalajara tätig.
Mit den Leones Negros war er zweimal Vizemeister der mexikanischen Liga (1976 und 1977) und gewann er 1978 die Zone Nord des CONCACAF Champions’ Cup. Mit Atlante war er 1982 ebenfalls Vizemeister und gewann 1983 den CONCACAF Champions’ Cup.
Zwischen 1971 und 1980 absolvierte Montes de Oca insgesamt neun Länderspieleinsätze für die mexikanische Nationalmannschaft.

## Erfolge
- CONCACAF Champions’ Cup: 1978 (Zone Nord), 1983
- Mexikanischer Vizemeister: 1976, 1977, 1982